# 魏斯米斯山
魏斯米斯山（德語：Weissmies，4,017米（13,179英尺））是瑞士彭尼内山在瓦莱州萨斯费附近的一座山。它是四千米峰地区最东部的山。

## 地理

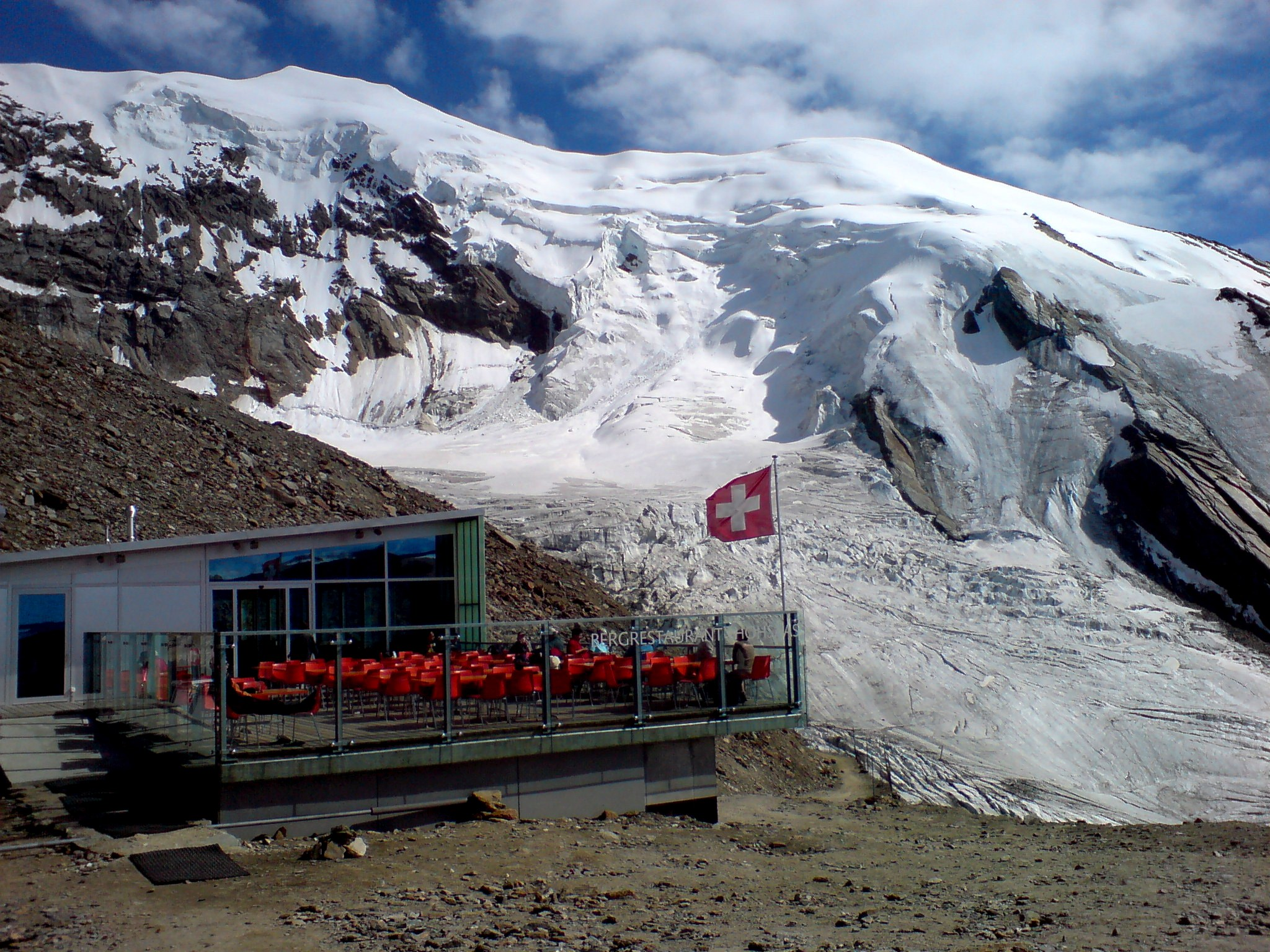
从北面Hohsaas看到的风景

魏斯米斯山主阿尔卑斯山脉，位于西部的萨斯河谷和东部的辛普朗谷之间的断层块上。该断层包括两个主要的山峰，位于北部几乎相同的海拔，即拉金峰和弗萊奇峰。该山位于北部的Lagginjoch（3,500米）和南部的Zwischbergen Pass（3,260米）之间。
魏斯米斯山是围绕萨斯塔尔的10个四千米峰之一，面向西部的多姆峰，是阿尔卑斯山的第三高峰。

## 攀登历史

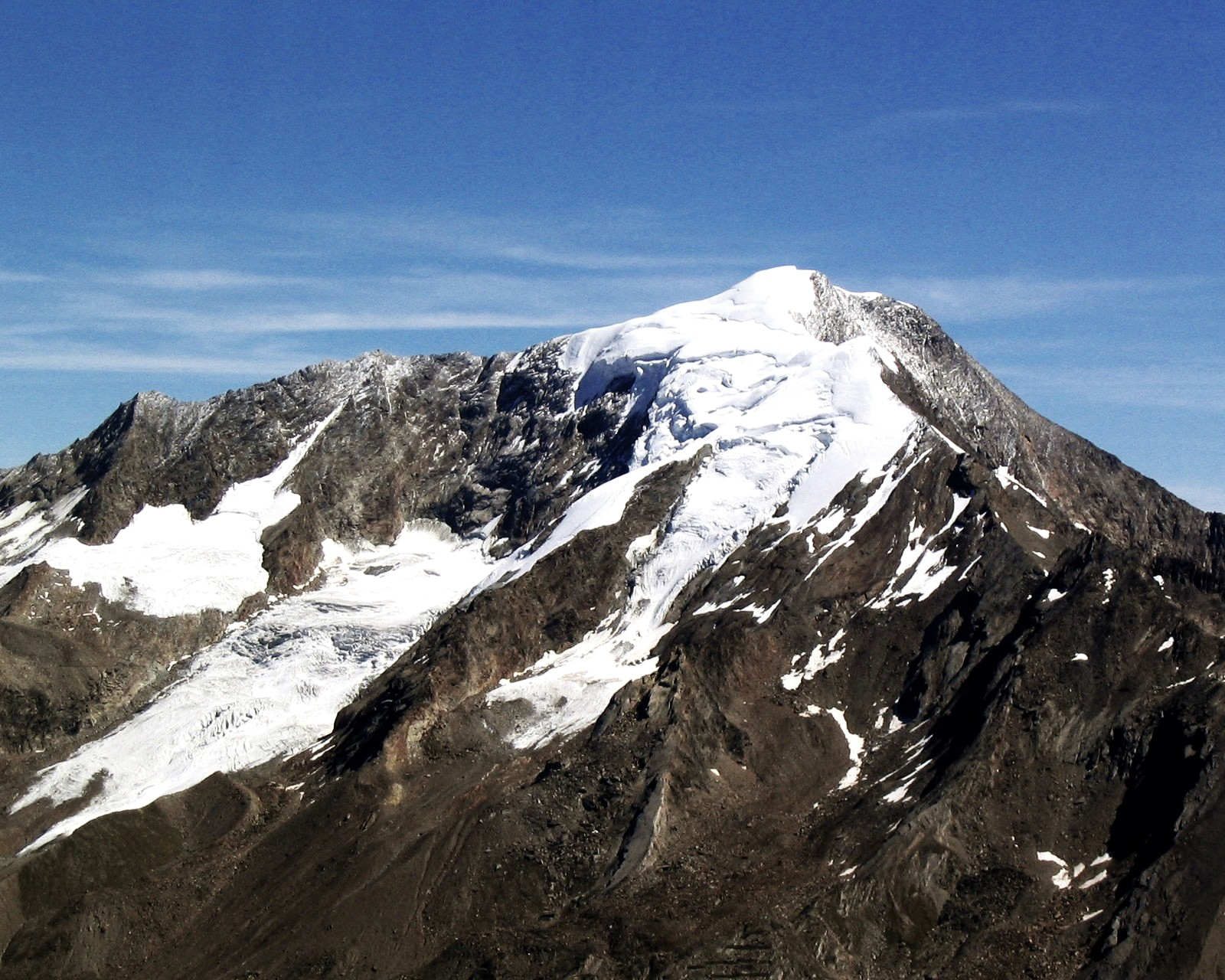
西面风景

第一次攀登由Jakob Christian Häusser和Peter Josef Zurbriggen于1855年通过Triftgrat完成。由于当地导游认为没有他们的帮助不可能完成攀登，因此攀登陷入了一些争议；当他们自己沿着Häusser和Zurbriggen的足迹登上山顶时，他们发现确实达攀爬到了最高点。
东面第一次攀登于1876年10月17日，由J. A. Peebles、Mr E. P. Jackson和Margaret Jackson与向导P. Schlegel, U. Rubi和J. Martin完成。最难的南面攀登由1884年由C. H. Wilson, A. Burgener和J. Furrer完成。两周后，W. H.、E. Paine、T. Andenmatten和P. Zurbriggen开辟了北脊的攀登路线。

## 外部链接

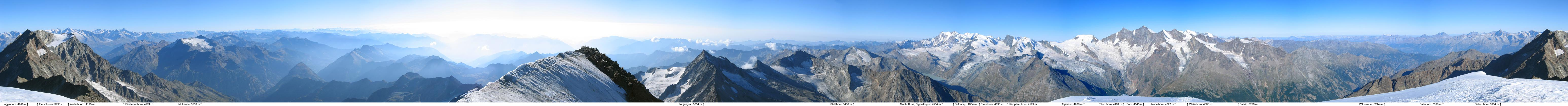
魏斯米斯山峰全景照